# Boerhavia hirsuta
Boerhavia hirsuta é uma planta da família das Nyctaginaceae.
De gosto amargo, a medicina popular indica a infusão de seu caule e sua raiz nos problemas hepáticos (colagoga) e digestivos, como diurética, antisséptica das vias urinárias, febrífuga, anti-inflamatória e antialbuminúrica.
Também pode ser chamada de amarra-pinto, pega-pinto, agarra-pinto, batata-de-porco, beldroega-grande, bredo-de-porco, celidônia, solidônia, tangará, tangaracá.